# Mongardino
Mongardino ist eine Gemeinde in der italienischen Provinz Asti (AT), Region Piemont.

## Lage und Einwohner
Mongardino liegt knapp 10 km südlich von der Provinzhauptstadt Asti entfernt. Das Gemeindegebiet umfasst eine Fläche von sechs km² und hat 842 Einwohner (Stand 31. Dezember 2023). Die Nachbargemeinden sind Asti, Isola d’Asti und Vigliano d’Asti.

## Kulinarische Spezialitäten

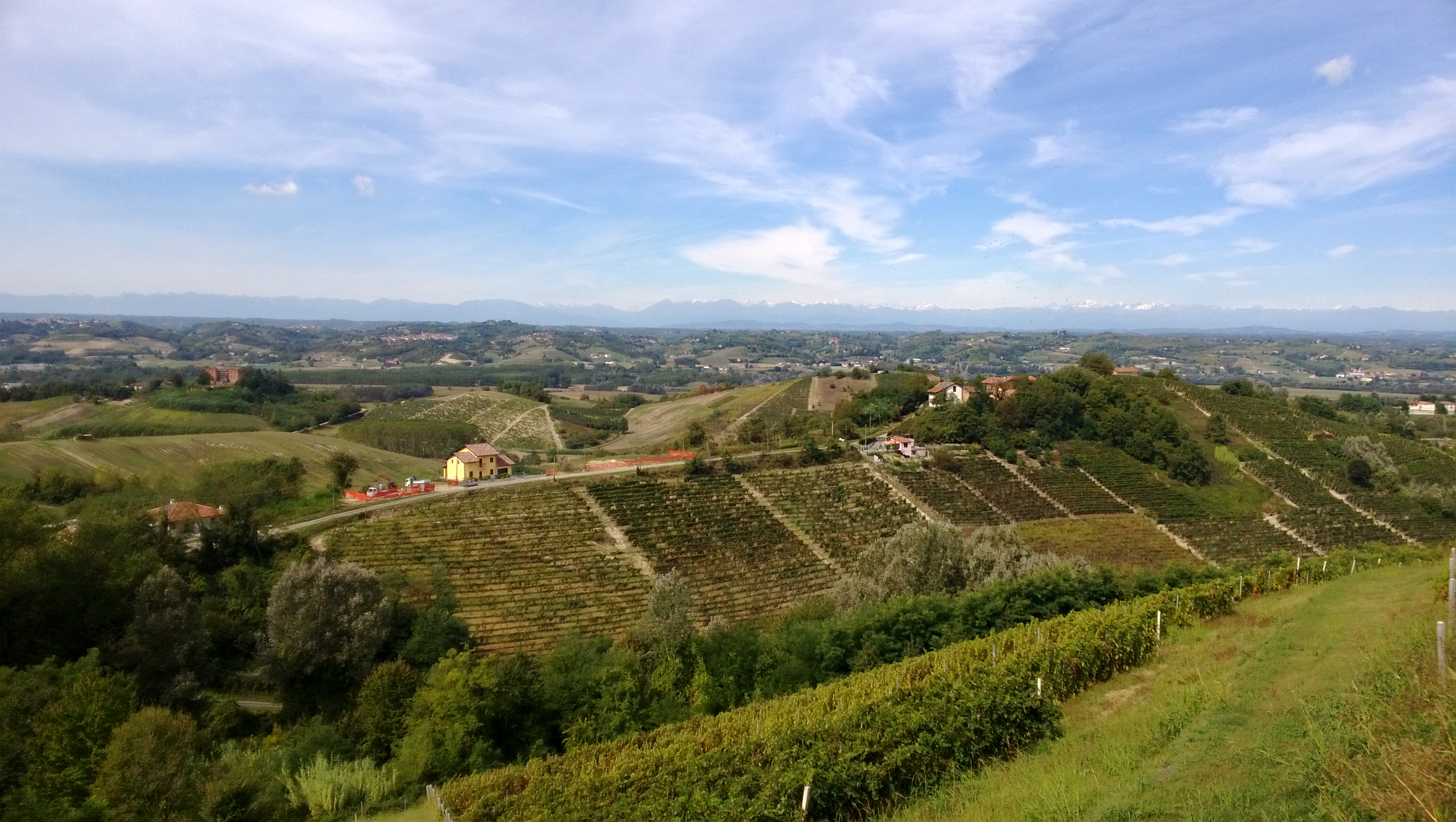
Weinberge bei Mongardino

In Mongardino werden Reben der Sorte Barbera für den Barbera d’Asti, einen Rotwein mit DOCG-Status, sowie für den Barbera del Monferrato angebaut.